# Gerhard Dorfer
Gerhard Dorfer (* 23. November 1939 in Wien) ist ein österreichischer Schauspieler, der mit Josef Lang k. u. k. Scharfrichter auch als Dramatiker Beachtung fand.

## Leben
Zunächst zum Tiefbauingenieur ausgebildet, ließ er sich nach seiner Matura im Jahr 1959 neben dem Beruf am Wiener Preiner-Konservatorium zum Schauspieler ausbilden. Seit 1962 ist Dorfer verheiratet. Er hat vier Kinder.

## Schauspieler

### Theater
Im Jahr seiner Heirat erhielt Dorfer auch sein erstes festes Engagement als Schauspieler am Theater der Altstadt in Stuttgart. Viele Rufe, z. B. an das E.T.A.-Hoffmann-Theater in Bamberg, die Städtischen Bühnen Frankfurt, das Zürcher Theater am Neumarkt wie auch das dortige Schauspielhaus und an das Theater in der Josefstadt, folgten. Engagements an Volkstheater und die Landes- oder Stadttheater von Salzburg, Bregenz, St. Gallen, St. Pölten und Baden bei Wien zeigen des Weiteren Dorfers Aufstieg zum vielgefragten Schauspieler.

### Film und Fernsehen
Auch der Film und das Fernsehen boten Dorfer zahlreiche Aufgaben. Nach ersten Auftritten in Kinofilmen der 70er Jahre, war Dorfer von den 80er Jahren an hauptsächlich in Fernsehfilmen und Serien zu sehen. Ein Dauerbrenner wurde seine Darstellung des Hofrates Putner im Tatort des ORF: zwischen 1982 und 1996 wirkte er in dieser Rolle an 24 Folgen mit, nachdem er für die Reihe bereits 1978 einmal als Funkstreifenbeamter an der Seite des legendären Fritz Eckhardt ermittelt hatte.

## Dramatiker
Mit seinem Schauspielkollegen Anton Zettel dramatisierte Dorfer bereits Anfang der 70er Jahre das Leben des bekannten Wiener Scharfrichters Josef Lang als satirisches Einpersonenstück mit dem Titel Josef Lang k. u. k. Scharfrichter. Die Historie von eines ehrsamen Bürgers Leben und Wirken zwischen Schlachthaus und Zentralfriedhof der weiland k. u. k. Haupt- und Residenzstadt Wien aus alten Quellen wahrheitsgemäß nacherzählt von Gerhard Dorfer und Anton Zettel, so der Untertitel des Schauspiels, wurde am 15. April 1971 am Theater am Neumarkt in Zürich uraufgeführt. Den Josef Lang spielte Gerhard Dorfer, Regie führte Peter Schweiger. Noch im selben Jahr gab es die österreichische Erstaufführung in Graz mit Fritz Holzer in der Titelrolle, Regie führten Heinz Dieter Clausen und der Koautor Anton Zettel. Die Wiener Premiere fand am 13. Oktober 1972 im Kellertheater des Theaters in der Josefstadt mit Felix Dvorak in der Hauptrolle unter der Regie von Peter Lodynski statt. Die Produktion wurde vom österreichischen Fernsehen aufgezeichnet und am 4. April 1973 erstmals auf FS2 gesendet. Das ZDF produzierte das Stück gleichzeitig als Fernsehspiel mit Georg Corten in der Titelrolle und Lotte Ledl, Franz Kutschera und Edd Stavjanik in weiteren Rollen; das Fernsehspiel ging in Deutschland erstmals am 9. Mai 1973 über den Sender. Eine Funkfassung des Stücks spielte Radio Wien unter der Regie von Hans Krendlesberger mit Helmut Qualtinger ein; sie ist als CD bei Spray Records erschienen.
Heute hat das Monodrama den Rang eines vielgespielten Klassikers des Volkstheaters.
Später bearbeitete Dorfer mit geringerem Erfolg noch Vrat mi to pyzamo (1977; deutsch Gib mir den Pyjama zurück), des Prager Autors Vlastimil Venclik zu Der Krankenkontrollor.
1981 brachte das Theater für Vorarlberg im Bregenzer Kornmarkttheater Dorfers Stück „Toleranz ist nur ein Übergang“ zur vielbeachteten und erfolgreichen Uraufführung. Der Direktor des Theaters, Bruno Felix, hat dieses Auftragswerk zum 200. Jahrestag des Toleranzpatents von Kaiser Joseph II. selbst in Szene gesetzt.

## Filmografie (Auswahl)
- 1977: Der Einstand (Fernsehfilm)
- 1978: Tatort – Mord im Krankenhaus
- 1978: Alpensaga (Fernsehserie, eine Folge)
- 1966: Alles in Ordnung
- 1980: Glaube Liebe Hoffnung
- 1980: Land, das meine Sprache spricht
- 1983: Kottan ermittelt (Fernsehserie, eine Folge)
- 1986: Die liebe Familie (Fernsehserie, eine Folge - 211 Der Dozent)
- 1984–1996: Tatort (als Hofrat Dr. Putner)
  - 1984: Der Mann mit den Rosen
  - 1985: Fahrerflucht
  - 1985: Des Glückes Rohstoff
  - 1985: Nachtstreife
  - 1986: Strindbergs Früchte
  - 1986: Das Archiv
  - 1986: Alleingang
  - 1986: Wir werden ihn Mischa nennen
  - 1986: Der Tod des Tänzers
  - 1987: Die offene Rechnung
  - 1987: Superzwölfer
  - 1987: Wunschlos tot
  - 1987: Der letzte Mord
  - 1988: Feuerwerk für eine Leiche
  - 1989: Geld für den Griechen
  - 1989: Blinde Angst
  - 1990: Seven Eleven
  - 1991: Telefongeld
  - 1992: Kinderspiel
  - 1993: Stahlwalzer
  - 1994: Ostwärts
  - 1995: Die Freundin
  - 1996: Kolportage
  - 1996: Mein ist die Rache
- 1991: Ein Schloß am Wörthersee (Fernsehserie, eine Folge)
- 1992–1999: Kaisermühlen Blues (Fernsehserie, zwei Folgen)
- 1999–2005: Schlosshotel Orth (Fernsehserie, zwei Folgen)
- 2000–2003: Julia – Eine ungewöhnliche Frau (Fernsehserie, 14 Folgen)
- 2001: Spiel im Morgengrauen
- 2005: Zwei Weihnachtshunde
- 2006–2007: Novotny & Maroudi – Zahngötter in Weiß (Fernsehserie, sieben Folgen)
- 2007: Vier Frauen und ein Todesfall (Fernsehserie, eine Folge)
- 2009–2012: Die Lottosieger (Fernsehserie, 16 Folgen)
- 2010–2012: Tom Turbo (Fernsehserie, drei Folgen)